# 왕안
왕안(중국어: 王安, 병음: Wáng Ān, 1920년 2월 7일 ~ 1990년 3월 24일)은 컴퓨터 공학자이자 발명가이자 혁신자로 왕 연구소라는 컴퓨터 기업을 공동으로 세운 중국계 미국인이다.

## 생애
그는 중국 상하이에서 태어나 1940년에 치아오퉁 대학교를 졸업하여 전기공학 학위를 받았다. 1945년 6월에 무일푼으로 미국으로 건너가 1948년에 하버드 대학교에서 응용물리학 박사 학위를 받았다. 왕 안은 우웨이둥과 자성 펄스 기억 장치를 공동으로 개발하였다. 이 새로운 장치는 기록 후 읽기 기능을 제공하는 자기 코어 메모리를 가능하게 하였다. 그 뒤 신문 인쇄 생산성을 높이는 사진식자 장치 특허를 받았다.

## 특허
- 미국 특허 2,708,722  "Pulse transfer controlling device", filed October 21, 1949, issued May 17, 1955
- 미국 특허 3,402,285  "Calculating Apparatus" (using logarithms for calculation), filed September 22, 1964, issued September 17, 1968
- 미국 특허 4,145,739  "Distributed data processing system", filed June 20, 1977, issued March 20, 1979.
- 미국 특허 4,294,550  Ideographic typewriter. October 13, 1981
- 미국 특허 4,297,042  Helical print head mechanism. October 27, 1981
- 미국 특허 4,386,864  Selective paper insertion and feeding means for individual sheet printing apparatus. June 7, 1983
- 미국 특허 4,489,419  Data communication system. December 18, 1984
- 미국 특허 4,508,463  High density dot matrix printer. April 2, 1985
- 미국 특허 4,514,063  Scanner document positioning device. April 30, 1985
- 미국 특허 4,587,633  Management communication terminal system. May 6, 1986
- 미국 특허 4,595,921  Method of polling to ascertain service needs. June 17, 1986
- 미국 특허 4,638,118  Writing pad. January 20, 1987
- 미국 특허 4,712,795  Game racket. December 15, 1987
- 미국 특허 5,129,061  Composite document accessing and processing terminal with graphic and text data buffers. July 7, 1992
- 미국 특허 5,334,976  Keyboard with finger-actuable and stylus-actuable keys. August 2, 1994

## 같이 보기
- 왕 연구소